# Православ'я в Республіці Корея
Православ'я в Республіці Корея — християнська деномінація в Південній Кореї, що отримала розвиток в країні з XIX століття, завдяки місіонерській діяльності Російської православної церкви і Російській духовній місії, що діяла в Кореї.
На 2018 число православних у Південній Кореї оцінювалося в 4 тисячі осіб .
Історія православ'я в Кореї розпочалася з заснування указом Святійшого Синоду РПЦ від 2-4 липня 1897 року Російської духовної місії, завданням якої була опіка над російськими православними, що мешкають на Корейському півострові, а також проповідь православ'я серед місцевого населення. Певну роль у створенні Місії зіграв факт масового переселення корейців наприкінці XIX — початку XX століть на територію Російської імперії. У січні 1897 року в Сеулі проживало близько 120 російських службовців і 30 православних російських корейців. 17 квітня 1903 року відбулося урочисте освячення церкви на честь святителя Миколая Чудотворця (Чон-дон) у центрі Сеула.
З моменту японської окупації Кореї діяльність церкви зазнавала різних труднощів. Під час російсько-японської війни церква була закрита. До початку революції, крім церкви в Сеулі, Корейська Місія мала п'ять парафій у провінції, з кількома сотнями корейців-християн. Однак місія зазнала труднощів, у зв'язку з втратою засобів до існування. Частину майна було продано, частину здано в оренду. У цих важких умовах була надана підтримка від іновірних: від глави Місії Англіканської Церкви єпископа Марка Троллопа і піонера російської торгівлі в Кореї юдея Мойсея Якимовича Гінзбурга. Крім того, невелику допомогу надавало Російське посольство в Токіо, яке працювало до 1925 року. 1937 року в маєтку Ю. М. Янковського «Новина», розташованому біля порту Чхонджін, був побудований Воскресенський храм для російських емігрантів, які приїжджали в Північну Корею з Маньчжурії на літо. У період 1936—1939 рр. відбулися спроби відродження місіонерської діяльності на території Кореї. У 1936 році було організовано будівництво церкви-каплиці в Омпо (Північна Корея). Однак починаючи з 1940 року Японська адміністрація послідовно виганяла проповідників з Кореї і 1941 року повністю заборонила православні богослужіння корейською мовою. Після закінчення війни та окупації Кореї 1945 року почався утиск християн на півночі, що контрастував із підтримкою американцями християн на півдні і таким чином спричинив «релігійну еміграцію» на південь.

### Після Другої світової війни
У повоєнні роки Російська Місія розгорнула діяльність на Півдні. Однак присутність радянського консульства в безпосередній близькості до Місії, а також чутки і скандал, пов'язаний із відвідуванням членами посольства Собору Св. Миколи, призвели до того, що 1949 року внаслідок силового захоплення Місії, підтримуваного американською адміністрацією, останній російський начальник Духовної Місії в Сеулі архімандрит Полікарп (Пріймак) був змушений покинути Південну Корею. Священик, що залишився в Місії, Олексій Кім Ий Хан, зник безвісти на початку Корейської війни. З уведенням контингенту військ ООН прибув православний капелан грек архімандрит Андрій (Халкілопулос).
13 серпня 2006 року було освячено храм на честь Живоначальної Трійці в Пхеньяні. Під час будівництва храму в Московській Духовній Академії і Семінарії проходили богословську підготовку кілька північнокорейців, двоє з яких були висвячені у священний сан і нині несуть служіння.
На запит посольства РФ у 2009 році про ділянку землі для будівництва церкви в Сеулі надійшла відмова. Згідно з твердженням газети «Корея таймс» місце, яке просило посольство, розташоване поруч з історичною будівлею Російської Дипломатичної Місії, де в 1896—1897 рр. переховувався король Кореї з моменту японського перевороту і керував країною.

## Підпорядкування
Від дня заснування до 1908 року Корейська місія перебувала у віданні Санкт-Петербурзької єпархії, а з 1908 до 1921 року — у віданні Владивостоцької єпархії, з 1921 до 1944 року — у віданні Токійської єпархії, з 1944 року — у віданні Харбінської і Східно-Азіатської єпархії.
Після закінчення Другої світової війни указом Патріарха Московського і всієї Русі Алексія I від 27 грудня 1945 року було підтверджено перебування місії у віданні Московського Патріархату. Російська духовна місія в Кореї продовжувала свою діяльність аж до 1949 року, коли південнокорейська влада видворила з країни останнього главу місії архімандрита Полікарпа, а її майно заарештувала. 1953 року грецький архімандрит у Південній Кореї розпочав реорганізацію наявної парафії в Сеулі.
У 1955 році збережені парафії, які не мали в ті роки можливості контактів з Російською православною церквою, перейшли в юрисдикцію Константинопольського Патріархату, а майно Російської духовної місії після Корейської війни було підпорядковано Американському архієпископу(1955), а з 1970 року — Австралійсько-Новозеландській митрополії. Рішенням Синоду Вселенського Патріархату 20 квітня 2004 року на території Кореї було утворено окрему Корейську митрополію, першим главою якої призначили єпископа Сотирія (Трамбаса), який прослужив у Кореї понад 30 років у сані архімандрита і єпископа. У травні 2008 року на посаді глави Корейської митрополії митрополита Сотирія змінив митрополит Амвросій (Зографос), який доти ніс служіння в Кореї понад 10 років.
З 2000 до 2011 року російськомовну парафію храму на честь преподобного Максима Грека, розташовану на території кафедрального собору святителя Миколая в Сеулі, за угодою між Константинопольським і Московським патріархатами опікував ієромонах Феофан (Кім), а з його від'їздом у Росію з 2012 року опікується протоієреєм Романом Кавчаком, українським священнослужителем Константинопольського патріархату.

## Юрисдикції

### Константинопольський патріархат
Корейська митрополія, за даними 2018 року, налічувала «6 парафій, 2 монастирі та 1 кладовище. Парафія в Сеулі налічує 3 храми, два з яких — Нікольський кафедральний собор і храм преподобного Максима Грека — для російської громади. Кількість пастви становить понад 4 тисячі осіб, але з них регулярно приходять на богослужіння приблизно 300—400 осіб».

### Корейська єпархія
У листопаді 2018 року митрополит Іларіон (Алфєєв) заявив про намір Московського патріархату заснувати парафію в Сеулі.
26 лютого 2019 року Священний синод Московського патріархату утворив Корейську єпархію в межах Корейської Народно-Демократичної Республіки і Республіки Корея з титулом єпархіального архієрея «Корейський».
9 липня 2019 року на засіданні Священного Синоду було прийнято в юрисдикцію Російської Православної Церкви такі парафії:
1. парафія Воскресіння Христового у Сеулі
2. парафія Різдва Пресвятої Богородиці у Пусані

#### Корейська духовна місія РПЦЗ
Місія підпорядкована Сіднейській та Австралійсько-Новозеландській єпархії. Адміністратором місії є священик Павло Канг. Як зазначав у 2018 році Філарет Чхве: «Невідома чисельність пастви Корейської місії РПЦЗ. Лише відомо, що здебільшого вона складається з членів сім'ї отця Іоанна та кількох його наближених».
- Свято-Троїцький Скит і Храм Св. праведниці Анни, Самчхок, провінція Канвондо.
- Корейська Православна Місія, Громада Різдва Пресвятої Богородиці, Кумі, провінція Кьонсан-Пукто.